# Территориальная прелатура Каравели
 Территориальная прелатура Каравели (лат. Territorialis Praelatura Caraveliensis) — территориальная прелатура Римско-Католической церкви с центром в городе Каравели, Перу. Территориальная прелатура Каравели входит в митрополию Аякучо. Кафедральным собором территориальной прелатуры Каравели является церковь святого Петра.

## История
21 ноября 1957 года Римский папа Пий XII издал буллу Quasi Mater Dulcissima, которой учредил территориальную прелатуру Каравели, выделив её из архиепархии Арекипы и епархии Уаманга (сегодня — Архиепархия Аякучо). В этот же день территориальная прелатура вступила в митрополию Арекипы.
5 июня 1962 года территориальная прелатура Каравели передала часть своей территории новой территориальной прелатуре Чукибамбы.
30 июня 1966 года после преобразования епархии Уаманги в архиепархию Аякучо территориальная прелатура Каравели вошла в митрополию Аякучо.

## Ординарии территориальной прелатуры
- епископ Federico Kaiser Depel (21.11.1957 — 25.05.1971);
- епископ Bernhard Franz Kühnel Langer (26.01.1983 — 18.06.2005);
- епископ Juan Carlos Vera Plasencia (18.06.2005 — 16.07.2014 — назначен военным ординарием Перу);
  - Sede vacante (2014—2017);
- епископ Reinhold Nann (27.05.2017 — по настоящее время).

## Источник
- Annuario Pontificio, Ватикан, 2005